# Kazimierz Przybyś
Kazimierz Przybyś (ur. 11 lipca 1960 roku w Radomiu) – polski piłkarz, obrońca, reprezentant Polski.
Karierę zawodową rozpoczął w Broni Radom. Następnie grał w Śląsku Wrocław. Największe sukcesy przypadają na lata gry w Widzewie Łódź. Brał udział m.in. w Pucharze UEFA. W barwach łódzkiego klubu zdobył puchar krajowy w 1985 roku. Dla łodzian strzelił jedną bramkę.
W reprezentacji Polski rozegrał 15 meczów, nie strzelając żadnego gola. Zadebiutował 19 maja 1985 roku w spotkaniu Grecja – Polska, wygranym przez Polaków 4:1. Na mistrzostwach świata 1986 rozegrał 2 mecze (0 pełnych, w sumie 105 minut). Ostatni mecz w barwach „biało-czerwonych” rozegrał 14 października 1987 roku w Zabrzu w meczu Polska – Holandia, przegranym przez Polaków 0:2.